# Strømmen IF
Strømmen Idrettsforening – norweski klub sportowy w mieście Strømmen. Klub posiada sekcję piłki nożnej, lekkoatletyki, a wcześniej prowadził również drużynę łyżwiarską.

## Historia
Klub został założony w dniu 25 września 1911 jako Strommen FK. Nazwa została zmieniona na FK Norrona w 1914. W 1923 klub połączył się z Strommen IL i przyjął imię IL Norrona. W 1935 roku włączono go do klubu Strømmen BK, a swoją nazwę porzywrócił do początkowego Strommen FK. W dniu 27 czerwca 1945 roku klub połączył się z klubem Strommen AIL i otrzymał swoją obecną nazwę.

## Piłka nożna
Klub w 1957 roku awansował do półfinału Pucharu Norwegii i grał w norweskiej Premier League od 1949 do 1955 oraz od 1956 do 1961 roku, jak również w 1986 i 1988 roku. Klub jest krajowym rekordzistą pod względem najniższej frekwencji w najwyższej lidze, 202.
W 2006 roku klub wygrał swoją grupę w krajowej trzeciej lidze. W kwalifikacji spotkali się z klubem Ullern IF zwyciężając pierwsze spotkanie 6-2 oraz przegrywając rewanż 4-2. Awansował dzięki lepszemu rezultatowi w dwumeczu i otrzymał promocję do drugiej ligi. Klub został zdegradowany w 2007 roku, ale zachował swoje miejsce, ponieważ spadły rezerwy Odds BK, z przyczyny spadku pierwszej drużyny do 2 ligi. Thomas Berntsen został zatrudniony przez Strømmen IF w dniu 3 sierpnia 2008 roku, który pomógł szaro-czerwonym uniknąć degradacji do trzeciej ligi. Przed sezonem 2009, Petter Myhre został drugim trenerem klubu obok Berntsena. Z Berntsentem i Myhrezem Strømmen wygrali swoją grupę w drugiej lidze Norweskiej w 2009 roku i awansowali do Adeccoligaen. W 2010 klub zakończył promocję play-off z trzema punktami. W decydującym meczu 2011 roku drużyna wygrała 6-1 z Nybergsund IL unikając degradacji. Po sezonie 2011, Berntsen został zastąpiony przez Erlanda Johnsena.

## Skład
Skład na 25 kwietnia 2016 roku.
| Nr | Poz. | Piłkarz                                         |
| -- | ---- | ----------------------------------------------- |
| 1  | BR   | Tarjei Aase Omenås                              |
| 2  | OB   | Markus Nakkim (wypożyczony z Vålerenga Fotball) |
| 3  | OB   | Thor Lange                                      |
| 4  | OB   | Kristian Jahr                                   |
| 5  | PO   | Steinar Strømnes                                |
| 6  | OB   | Fredrik Nilsen                                  |
| 7  | PO   | Olav Øby (wypożyczony z Sarpsborg 08)           |
| 8  | PO   | Mathias Blårud                                  |
| 9  | PO   | Markus Brændsrød                                |
| 10 | NA   | Mustapha Achrifi                                |
| 11 | NA   | Nasir Dernjani                                  |

| Nr | Poz. | Piłkarz              |
| -- | ---- | -------------------- |
| 12 | BR   | Stian Bolstad        |
| 14 | PO   | Ulrich Østigård Ness |
| 16 | PO   | Espen Rødsand        |
| 17 | PO   | Kristian Bjørndalen  |
| 19 | OB   | Viktor Adebahr       |
| 20 | PO   | Aleksander Melgalvis |
| 21 | OB   | Johannes Grødtlien   |
| 22 | PO   | Ole Marius Aasen     |
| 23 | OB   | Pål Steffen Andresen |
| 82 | NA   | Madiou Konate        |
| 88 | PO   | Stian Rasch          |

## Lekkoatletyka
Sidsel Kjellås był wychowankiem lekkoatletycznego klubu w Strømmen. Był on krajowym wicemistrzem biegu przez płotki na osiemdziesiąt metrów w 1964 roku, pięcioboju w 1965 roku, tetrathlonu w 1966 roku oraz brązowym medalistą za skok w dal z miejsca w 1965 roku. Birgit Tofthagen zdobył narodowy srebrny medal w skoku wzwyż w 1964, a Unni Lundby zdobył brązowy medal w biegu na 200 metrów w 1969. Żeńska sztafeta w biegu 4 x 100 metrów zdobyła srebrny i brązowy medal kolejno w 1965 oraz 19700.
W 1992 roku klub gościł mistrzostwa biegowe.